# Manny & Lo
Manny & Lo es una película de 1996 protagonizada por Scarlett Johansson, Aleksa Palladino y Mary Kay Place.

## Trama
Dos hermanas huérfanas, Amanda de 11 años apodada Manny y Laurel de 16 años apodada Lo, escapan de sus familias adoptivas, andando de ciudad en ciudad robando comida y durmiendo en casas abandonadas. Pero cuando Lo se embaraza, las dos buscan la manera de salir de esa crisis, así que deciden secuestrar a Elaine, dependiente de una tienda de ropa premamá que asegura saber todo acerca de maternidad. Elaine siente simpatía por sus secuestradoras.

## Cast
- Mary Kay Place - Elaine
- Scarlett Johansson - Manny
- Aleksa Palladino - Lo
- Glenn Fitzgerald - Joey
- Novella Nelson - Georgine